# Alagi Díj
Az Alagi Díj a magyarországi galopp versenyek egyik fontos díja, amit 1893 óta hirdetnek meg. A hagyományosan 2000 méteres távú versenyen hároméves lovak versenyezhetnek.

## A díj története
A versenyt 1893 óta rendezik meg, minden év június elején. Ez az időpont és a verseny távja lehetőséget ad a lovak és lovasok számára a nagyjából egy hónappal később rendezett Magyar Derbyt megelőző utolsó nagy erőfelmérésre. 
A versennyel kapcsolatban egy időben az a tévhit terjedt el, és vált – a tények ellenére – kitartóan uralkodóvá, miszerint ezen verseny győztese nem tudja megnyerni a derbyt.
Az első versenyen botrányt kavart, hogy a Fenékpusztai ménes esélyes lovát, Duncant megelőzte az istálló másik, esélytelennek tartott lova, Culloden. Ezt követően – az istállófogadás megszűnéséig – az azonos trenírozású lovak egy számlára futottak.
Az Alagi Díjon korábban nagyon ritkán diadalmaskodtak a kancák, ennek oka a Magyar Kancadíj közeli időpontja lehetett. 2011-től az utóbbi verseny időpontját augusztusra tették, azóta így nincs akadálya annak, hogy a kancák ezen a versenyen is fussanak.

## A győztesek
| Szám | Év   | Győztes ló     | Lovas              | Idomár         | Tulajdonos    | Idő    |
| ---- | ---- | -------------- | ------------------ | -------------- | ------------- | ------ |
| 1    | 1893 | Culloden       | Gray               |                |               | -      |
|      |      |                |                    | -              | -             | -      |
|      | 2000 | Rodrigo        | Kállai P.          | -              | -             | 2.06.1 |
|      | 2001 | April Surprise | Deczki A.          | -              | -             | 2.07.0 |
|      | 2002 | Kegyúr         | P. Krowicki        | -              | -             | 2.05.5 |
|      | 2003 | Donatesso      | Kovács S.          | -              | -             | 2.04.2 |
|      | 2004 | Pacific Silver | Kovács S.          | -              | -             | 2.10.7 |
|      | 2005 | Esrar          | Varga Z.           | -              | -             | 2.06.4 |
|      | 2006 | Magambo        | J. Línek           | -              | -             | 2.07.5 |
|      | 2007 | Rubinia        | Z. Smida           | -              | -             | 2.03.1 |
|      | 2008 | Ivanhoe        | Z. Smida           | -              | -             | 2.08.6 |
|      | 2009 | Windsor        | Z. Smida           | -              | -             | 2.08.6 |
|      | 2010 | Tutanhamon     | J. Línek           | -              | -             | 2.05.9 |
|      | 2013 | Sabato         | V. Janácek         | Molnár Orsolya | Perla i.      | -      |
|      | 2014 | Radio Gaga     | Kerekes Károly     | Zala Csaba     | Böröcz József | 2:05.9 |
|      |      |                |                    | -              | -             | -      |
|      | 2017 | Mágnás         | Stanislav Georgiev |                |               |        |

Azok a lovak, melyek ezt a díjat és a derbyt is megnyerték, az alábbiak: Trissotin 1940, City 1941, Bohém 1942, Aladin 1943, Réka 1944, Róbert Endre 1948, Lubica 1949, Gulianar 1950, Roppant 1955, Imi 1956, Almáriom 1957, Seebirk 1968, Isztopirin 1971, Bilbao 1977, Gázsi 1979, Aréna 1980, Turbó 1981, Try Star 1986, Pierro 1996, Menedzser 1998, Rodrigo 2000, April Surprise 2001.
Az elmúlt, több mint 120 év alatt szerepelt még a versenyt megnyerő lovak között Tokio, Bereg-völgy, Naplopó, Bernadotte, Imperiál, Nemo kapitány és Dancing Candle is.